# Société pédagogique vaudoise
La Société pédagogique vaudoise (SPV), fondée en 1856, est une association professionnelle suisse.
Elle regroupe 2800 enseignants du canton de Vaud et est membre de la fédération des sociétés de fonctionnaires (FSF). Les locaux de la SPV se trouvent à Lausanne dans un immeuble propriété de son propre Fonds de secours (coopérative).

## Organisation

### Présidents
Liste des présidents
- Gregory Durand (2014-?)
- Jacques Daniélou (2000-2014)
- Philippe Martinet (1994-2000)
- Robert Vaucher (1989-1994)
- Claude Danalet (1985-1989)
- Patrick Gianini-Rima (1981-1985)
- Michel Gaudard (1979-1981)
- Alain Kunzi (1974-1978)
- Ferdinand Perreaud (1972-1974)
- André-Georges Leresche (1971-1972)
- Paul Nicod (1970)
- Maurice Besençon (1968-1970)
- Pierre Besson (1966-1968)
- Robert Schmutz (1964-1966)
- Georges Ehinger (1962-1964)
- Gaston Pittet (1960-1962)
- Robert Pasche (1958-1960)
- Benjamin Jotterand (1956-1958)
- Pierre Vuillemin (1954-1956)
- Pierre Gudit (1953)
- Adolphe Jeanprêtre (1952)
- Olivier Robellaz (1952)
- Daniel Kohler (1951)
- Charles Bonifay (1950)
- Roger Gfeller (1949)
- René Rouilly (1948)
- Marcel Badan (1947)
- Edmond Viret (1946)
- André Chabloz (1945)
- René Mamin (1944)
- André Chabloz (1942)
- Edouard Besse (1940-1941)
- Michel Ray (1939)
- Edouard Lavanchy (1938)
- Ami Borloz (1936-1937)
- René Faigle (1935)
- Charles Serex (1933-1934)
- Louis Ador (1932)
- René Echenard (1931)
- Marcel Chantrens (1928)
- Gustave Baubin (1927-1928)
- Robert Baumgartner (1925-1926)
- Fernand Chabloz (1924)
- Charles Grec (1920-1923)
- Albert Rochat (1917-1919)
- Ernest Visinand (1915-1916)
- Justin Marguerat (1911-1914)
- Alexis Porchet (1908-1910)
- Antoine Pasche (1906-1907)
- Frédéric Meyer (1902-1905)
- Julien Cloux (1899-1901)
- L.Burdet (1897-1898)
- Fritz Cornamusz (1894-1897)
- M.Jacques (1893-1894)
- E.Trolliet (1890-1893)

### Secrétaires généraux
- Yves Froidevaux (2010-?)
- Jean-Marc Haller (2001-2010)
- Christian Rapin (1998-2001)
- Georges Gilliéron (1985-1998)
- Paul Nicod (1971-1985)
- André Rochat (1963-1971)

## Associations professionnelles de la SPV
- Association vaudoise des enseignantes du 1er cycle primaire (AVEP1)[3]
- Association vaudoise des enseignantes du 2e cycle primaire (AVEP2)[4]
- Association Vaudoise des enseignants secondaires (AVES) [5]
- Enseignant-e-s spécialisé-e-s Vaud (ESV)
- Association vaudoise des enseignant-e-s en activités créatrices (AVEAC) [6]
- Association vaudoise d'Éducation physique scolaire (AVEPS)[7]
- Rythmique-Vaud – section Vaudoise de l’Association Suisse des Professeurs de Rythmique Jaques-Dalcroze[8]
- Association vaudoise des enseignants en structures d'accueil (AVESAC)[8]

## Association pédagogique de la SPV
- Société vaudoise de travaux manuels (SVTM)[9]
- eMITIC[10]

## Histoire[11]

### XIXesiècle
Du régime bernois aux événements du Sonderbund
L’histoire de la Société Pédagogique Vaudoise est bien évidemment étroitement liée à l’histoire même de l’École vaudoise.
Sous le régime bernois, les enseignants n’ont pas le moindre rapport entre eux.
La promulgation, en 1806, de la première loi vaudoise sur l’instruction publique, la création en 1816 d’une pension de retraite pour les maîtres âgés qui ne peuvent plus enseigner, la création de l’École normale en 1833 (pour les hommes d’abord, puis pour les maîtresses 4 ans plus tard, mais logées dans un bâtiment à part) vont petit à petit faire naître chez les enseignants un sentiment d’appartenance à une communauté et générer l’envie de se retrouver et s’associer.
1840 voit la création d’une “Société pédagogique du Canton de Vaud”, sous la présidence de M.Chavannes, mais il s’agit ici d’une association de maîtres “secondaires”, au sens actuel du terme, soucieux d’obtenir par exemple de meilleurs manuels d’enseignement du latin ou du grec, ou désireux d’obtenir pour tous la chrestomathie de Vinet! Ce n’est pas encore là la véritable naissance de la SPV, car n’est alors professeur que celui qui enseigne à l’Académie.
En 1842, un groupe de régents lausannois s’associe et nomme un comité chargé de rédiger un journal: L’Instituteur primaire… Des sections locales sont créées, mais les événements de 1845 verront le déclin de cette éphémère association qui disparaîtra en 1847.
La SPV
Le 10 octobre 1856 naît la Société Pédagogique Vaudoise. Créée à Vevey, la SPV opte pour une structure décentralisée, mieux adaptée à une époque où les communications et les transports sont très loin d'offrir la souplesse et la rapidité que nous leur connaissons aujourd'hui. Elle se compose de sections locales réunissant de six à quinze instituteurs chacune et d'un comité central de trois personnes. Acceptée dans les faits par les autorités, ce n'est que six plus tard qu'elle est définitivement constituée. 
La SPV s'identifie dans ses débuts à une "amicale", terme qui désigne une association de personnes exerçant la même profession ou partageant les mêmes activités. Son but premier est l'amélioration de l'école, tant dans son fonctionnement, ses méthodes et ses outils pédagogiques, que dans le traitement de ses instituteurs en général. Les résistances des autorités de tutelle, les difficultés rencontrées et les divers blocages institutionnels et politiques la conduiront progressivement à s'engager sur la voie d'un syndicalisme plus affirmé.
En un an, 11 sections (Vevey, Saint-Cierges, Morges, Echallens, Orbe, Molondin, Lavaux, Oron, Cossonay, Pays d’Enhaut, Nyon) sont créées et la société compte 106 membres. Il manque Lausanne, alors mise sous tutelle par le Conseil d’État, car en conflit avec celui-ci pour une affaire de tracé ferroviaire. Ce n’est qu’en 1858, que Lausanne créera une section…de 9 membres!
Les cotisations sont alors d’un franc par année!
En 1862, de nouvelles sections s’annoncent (La Côte, L’Isle, Begnins, Gingins): Un concours “d’idées pédagogique” est lancé, doté de 590 francs de prix dont les lauréats furent deux enseignants ayant présenté, l’un un mémoire sur la réforme scolaire (!) et l’autre, sur l’enseignement du français.
Louant cet effort, l’État allouera à la SPV, la somme de 600.-.
De 1867 à 1878, on ne connaît plus notre association sous la dénomination de SPV, mais sous celle de “Section vaudoise de la société des Instituteurs de la Suisse romande” et des débats s’engagent, en des termes qui trouvent encore leur actualité aujourd’hui, qui voient s’affronter des partisans de l’autonomie de la SPV et d’autres de sa fusion au sein de la Romandie. D’où d’innombrables révisions de statuts !
En 1883, l’effectif de la Société monte à 590 membres, mais le caissier a des soucis: s’il annonce 273.- en banque, son solde en caisse est de 2 centimes!
Hélas, en 1884, le solde sera passif de 155.-!
Une SPV pour quoi faire ?
Le Moniteur des écoles et des familles, organe publié entre 1856 et 1861 par Samuel Blanc, ancien instituteur, nous livre des renseignements importants sur l’histoire de la Société Pédagogique Vaudoise.
On y apprend en particulier que son premier président fut Louis Jaques, de Vevey.
Les buts de la société sont:
- le perfectionnement des maîtres et de l’éducation populaire
- l’étude des méthodes d’enseignement
- l’examen critique des livres d’étude et propositions pour les manuels nouveaux
- les mesures propres à obtenir le bien de l’école
- l’amélioration de la position des enseignants

En 1863 et 1864 est publié le Journal de la SPV, sous la responsabilité de A. Larpin, qui devient éditeur responsable et sous l’œil vigilant de du Comité SPV, dont le président est alors E.Chappuis-Vuichoud, député et promu inspecteur et A. Estoppey, le secrétaire-caissier).
Dans ce périodique, où l’on trouve tout ce qui touche aux préoccupations de l’instituteur vaudois, il est également beaucoup question du programme d’études et de la nouvelle loi scolaire.
En effet, une nouvelle loi scolaire a été votée le 31 janvier 1865. On y voit la création du Département de l’Instruction publique et des cultes, dirigé par un membre du gouvernement. On crée trois postes d’inspecteurs permanents de l’instruction primaire et les salaires sont améliorés: les porteurs de brevet recevront 800 francs par an (500 pour les femmes!), les titulaires de brevet provisoire: 500 francs (400 pour les femmes), plus les augmentations pour années de service et un “écolage” de 3 francs par élève, encaissé auprès des parents par les communes.
1874, un contrôle de qualité discuté
La constitution fédérale de 1848 voit l’École être déclarée obligatoire mais gratuite. Les 3 francs d’écolage perçus par les familles tombent alors. Selon le principe du “qui commande paie”, la Berne fédérale établit alors un contrôle sur la qualité de l’enseignement, qui passa par un examen subi par les recrues. En 1896, Vaud, qui figura au 5e rang suisse, passe au 17e rang. Tollé et institution de cours de rattrapage, du soir ou caniculaires (!), afin de figurer en meilleure place dans ce concours suisse. Il fut même un temps ou le Canton publiait le résultat des examens par communes et par branches examinées.
Les procès-verbaux, rapports et conférences de la SPV de l’époque reviennent sans cesse sur ce débat-fleuve, car longtemps, et de plus, les maîtres furent appelés à donner ces cours supplémentaires sans rétribution particulière!
“L’École” (1873-1898)
La presse pédagogique et corporative joue un rôle important dans l'évolution de cette société professionnelle.
Le 1er décembre 1862 paraît le premier numéro du Journal de la Société pédagogique vaudoise. La Société des instituteurs romands, fondée en 1864, lance aussitôt son journal, L'Educateur, qui amène la Société pédagogique vaudoise à renoncer à son périodique pour collaborer à cette nouvelle publication.
Estimant que l’Educateur, fondé 8 ans plus tôt, accordait trop peu de place à la partie pratique, la SPV crée L’École en 1873. Dans cette publication bimensuelle (!), les “régents” trouveront des textes à dicter, des modèles de lecture et de composition, des problèmes d’arithmétique (avec leurs réponses!)… ; on y trouve aussi des articles généraux sur la discipline, la paresse (!) , le travail et ses récompenses. Finalement, l’École deviendra essentiellement un instrument de travail où l’instituteur trouvera, en outre, le reflet complet de l’activité pédagogique du moment, officielle ou non.
Le fondateur de ce journal fut l’instituteur de Riex, F.Gaillard-Pousaz.
Non satisfaits d’avoir L’Educateur et L’École, A. Thuillard, de Le Vaud, E.Roulet, de Marchissy et Ch. Kohlheim de Burtigny fondent un nouveau périodique: L’Ami des Instituteurs, sous la devise “Amitié, Solidarité, Progrès”.
Il contient une partie pratique consacrée aux branches d’enseignement, puis une partie générale, miroir du monde pédagogique (lois, règlement, débats, conférences et chroniques).
Le mot “syndicat” apparaît parfois sous la plume de correspondants de Begnins.
La quatrième année le journal devient hebdomadaire.
En 1897, le journal cesse sa parution et annonce à ses abonnés qu’ils recevront L’École. En 1898, ce dernier signera l’armistice avec l’Educateur, seul survivant.
Le comble fut néanmoins atteint en 1893, quand un certain M. Desponds, de Corcelles-près-Payerne demande la création d’une société plus autonome et possédant son organe propre. Un quatrième journal?
Cette idée prévalut en partie, car de 1905 à 1920, on a créé un Bulletin SPV, organe corporatif pur, laissant les questions d’ordre pédagogique à l’Educateur.
Des problèmes toujours d’actualité
Cette époque de pionniers fut marquée par des questions, des débats et des échanges qui parfois nous paraissent bien modernes et toujours d’actualité.
En 1884, la majorité des enseignants désiraient la fermeture de l’École normale
L’assemblée de 1894 fut houleuse et suivie de démissions; on y révisait les statuts!
En 1897, le rapport de l’Assemblée générale s’interrogeait de la façon suivante: l’Instruction primaire répond-elle aux besoins actuels? Comment amener les jeunes gens à continuer de s’instruire après leur sortie de l’école?
Ce qui marque les débats de l’époque est la difficulté de savoir juxtaposer les grandes questions de pédagogie générale et d’éducation qui intéressent le grand public et la défense morale et matérielle des maîtres et maîtresses: traitements, caisse de pension, cas de maladie, appartement officiel, effectifs de la classe, fonctions d’église (!) et réélection périodique.
Apparaît, on l’a vu, la question de l’esprit romand (existe-t-il? si oui, faut-il le favoriser? doit-on s’en tenir à une vision cantonale?)
Comment concilier le développement de la culture intellectuelle et le pénible enseignement civique qu’il faut donner à des galopins qui font cent sottises à la sortie des veillées?

### XXesiècle
Un partenariat fort avec le Département de l'instruction publique et des cultes
Très vite, la Société pédagogique vaudoise devient un partenaire privilégié de l'État et bénéficie du soutien du Département de l'instruction publique et des cultes. Elle évoluera du corporatisme engagé vers un syndicalisme plus affirmé. Elle devient une organisation clé dans le fonctionnement de l'école primaire vaudoise. "Elle contribue à regrouper le corps enseignant, lui donne une forte identité et pose les principes d'une éthique professionnelle et d'une condition sociale plus affirmée. (..) Elle a appris (..) à concilier sa volonté d'améliorer l'école - d'en faire un outil utile au développement de l'élève - et les revendications sociales liées au métier d'enseignant."
La Société s'engage tour à tour pour libérer les régents de l'autorité communale, contre la réélection périodique des régents, pour le renforcement de la professionnalisation des métiers de l'enseignement, en donnant à la pédagogie une place centrale, pour une harmonisation du corps enseignant, pour un enseignements orienté sur la pratique, pour la mise en place et l'essor de l'école enfantine, pour la création de la prim'sup, pour une pédagogie active.
Dès les années 1920, les questions salariales occupent une place grandissante dans les thématiques défendues par la Société pédagogique. Le statut général des fonctions publiques qui voit le jour en 1947 donne un statut commun à tous les enseignants, qui comprend le traitement de base, l'allocation complémentaire variant avec le coût de la vie ainsi qu'une allocation pour enfants. La Société pédagogique vaudoise était déjà intervenue pour une retraite méritée et une caisse d'entraide.
Depuis l'adoption du statut commun, la Société pédagogique vaudoise focalise son attention sur les lois scolaires. Elle modifie ou se donne de nouveaux statuts depuis 1959, la dernière fois en 2007 (en fait, la cinquième fois). "Les membres d'un même district sont groupés en sections régionales jusqu'en 1986 ; ils peuvent faire partie d'associations professionnelles reconnues par la Société pédagogique vaudoise. Dès 1986, les membres actifs sont regroupés selon deux critères: le lieu d'enseignement qui détermine l'appartenance à un groupe local et le type d'enseignement qui définit l'adhésion à une association professionnelle. En 1994, les membres de rattachent à une association professionnelle qui les représente à l'Assemblée des délégués ; administrativement, ils font partie d'un groupe local. Enfin, à partir de 2006, les membres font partie d'une association professionnelle et se regroupent au sein de sections d'établissements, fédérées régionalement." À partir de 1986, l'Assemblée des délégués remplace l'assemblée générale ou le Congrès cantonal, elle devient l'organe suprême de la Société pédagogique. Le premier Congrès se tient le 26 janvier 1957, le dernier le 3 décembre 1986. Un début de la professionnalisation date de 1962, avec l'engagement à plein temps d'un instituteur, qui s'installe dans l'immeuble appartenant au Fonds de secours de la Société pédagogique vaudoise, au chemin des Allinges 2, à Lausanne.

### XXIesiècle
La démission du SER
La SPV, lors de son Assemblée des délégués du 1er juin 2017, décide de quitter le Syndicat des enseignants romands au 31 décembre 2017.

## Publications en lien avec la SPV
- Fabrice Bertrand, Recherches sur la Société pédagogique vaudoise, 1856-1911, Mémoire de Master d’Histoire contemporaine, UFR des Lettres, des Sciences de l’Homme et des Sociétés, Université de Paris-Nord, 2005.
- Collectif, Société pédagogique vaudoise 1856 - 2006. Éditions LEP, Lausanne  (ISBN 2-606-01211-9)
- Fabrice Bertrand, L'engagement associatif des enseignants primaires entre modèle professionnel et forme syndical. L'exemple vaudois. Revue Prisme, HEP Lausanne, novembre 2007[12]
- Jean-David Pletscher, La pensée et l'action de l'instituteur vaudois Marcel Chantrens (1889-1958) 1889-1932. Mémoire de Master Unige (2011) sur un ancien président de la SPV (1928) [13]

## Sources
- Fonds : Société pédagogique vaudoise (1857-2010) [90 mètres linéaires].  Cote : CH-000053-1 PP 953. Archives cantonales vaudoises (présentation en ligne).